# Antunovac

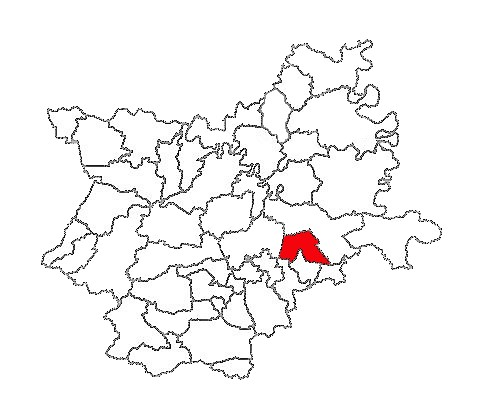
Lage der Gemeinde Antunovac in der Gespanschaft Osijek-Baranja

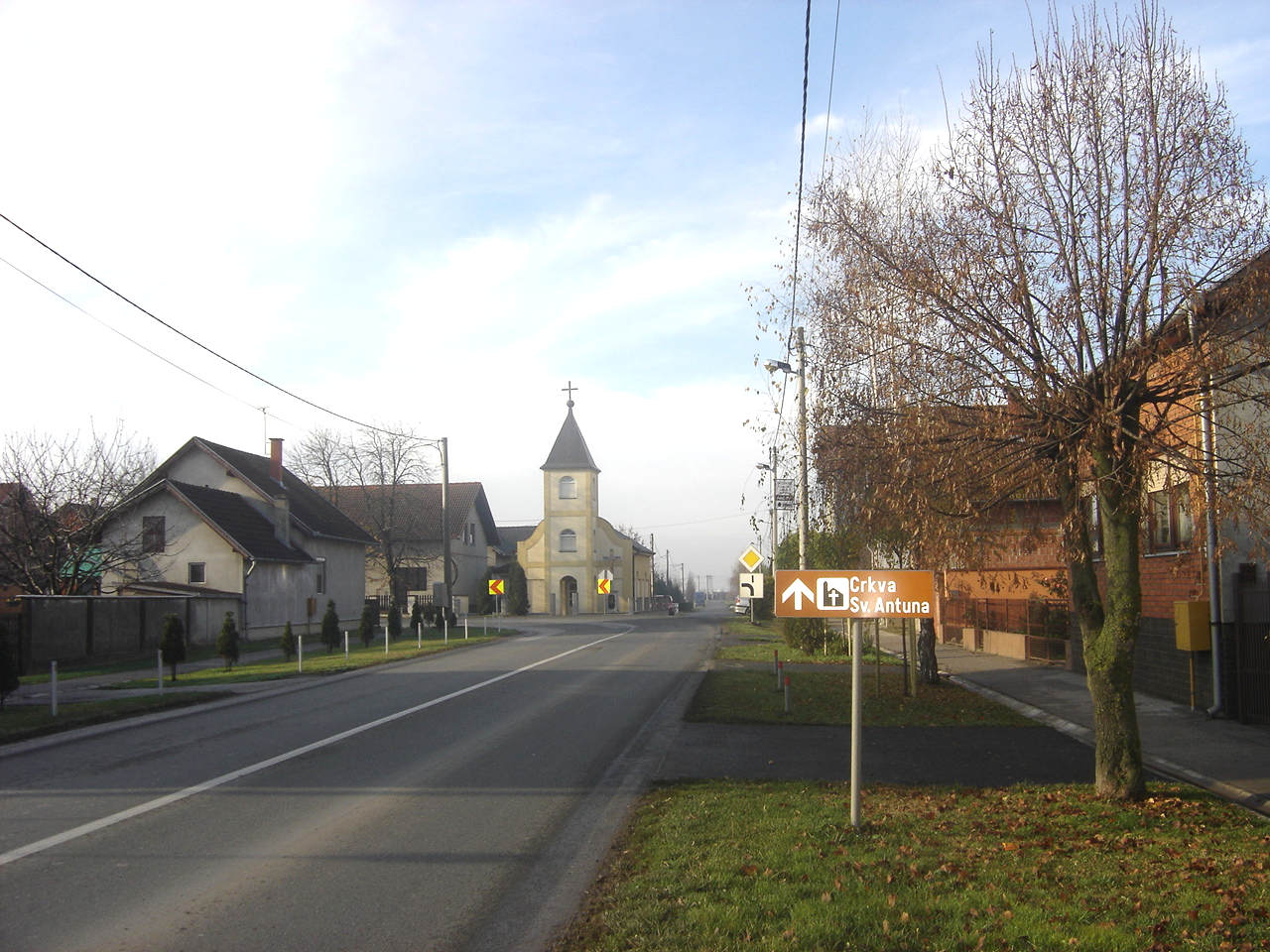
Römisch-katholische Kirche des heiligen Antonius

Antunovac (ungarisch Antalfalu, deutsch Antonsfeld) ist eine kroatische Gemeinde mit 2063 Einwohnern (2021) nahe der kroatisch-serbischen Grenze und befindet sich in der Gespanschaft Osijek-Baranja. Administrativ gehört zur Gemeinde noch eine weitere Siedlung.

## Geschichte
Auf dem Gebiet der Siedlung Antunovac befand sich das römische Militärlager und Kastell Mursa im Grenzraum des Limes Pannonicus. Die Donau bildete eine natürliche Grenze zwischen dem römischen Reich und dem an das römische Imperium angrenzende Gebiet jenseits des Limes in Nord-, Mittel- und Südosteuropa, auch Barbaricum genannt. Im Jahr 133 erhielt das römische Kastell vom Kaiser Hadrian den Status einer Kolonie. Viele Artefakte aus der jüngeren Eisen- und Römerzeit wurden entlang der Drau gefunden. Südlich des ehemaligen Kastells befindet sich ein frühmittelalterlicher Friedhof aus dem 10. Und 11. Jahrhundert. In den Gräbern fand man zahlreiche Gegenstände wie Bronzeohrringe, Schmuck und Keramikfragmente.
Zum ersten Mal wird die Siedlung im Jahr 1839 unter dem ungarischen Namen Antafalu urkundlich erwähnt. Die kroatische Bezeichnung für den Ort ist dem ehemaligen Eigentümer Ivan Kapistran Adamović gewidmet, der dieses von Sümpfen umgebene Gebiet Ende des 18. Jahrhunderts entwässern ließ. Es wurden künstlich angelegte Kanäle geschaffen die zu den Flüssen Vuka, Drau und Donau führten und somit fruchtbares Ackerland gewonnen werden konnte.
Im 18. Jahrhundert und bis zum Ende des Ersten Weltkrieges gehörte der Ort zum Komitat Virovititz und im Jahr 1918 wurde die Region ein Teil der Gespanschaft Virovitica des neu entstandenen Staates der Slowenen, Kroaten und Serben. Kurze Zeit später gehörte Antunovac zum Königreich Jugoslawien und am Ende des Zweiten Weltkrieges folgte dann die Eingliederung in die SFR Jugoslawien.
Nach der Unabhängigkeit Kroatiens 1991 und dem darauffolgenden Kroatienkrieg wurde der Ort von der Jugoslawischen Volksarmee und serbischen Verbänden angegriffen und besetzt. Nach der Militäroperation Oluja im Jahr 1995 wurde im Abkommen von Erdut zwischen den Krajina-Serben und der Regierung Kroatiens die friedliche Reintegration Ostslawoniens in das souveräne Kroatien geregelt. Nach der Übergangszeit einer Verwaltung unter UN-Mandat (UNTAES) ist Antunovac seit 1998 wieder in Kroatien integriert.

## Siedlungen der Gemeinde
Laut der letzten Volkszählung von 2021 hatte die Gemeinde Antunovac zusammen mit der Siedlung Ivanovac 3450 Einwohner.
- Antunovac (Antalfalu) – 2063
- Ivanovac (Németderzs) – 1387

## Bevölkerung
Im Jahr 1857 hatte Antunovac nur 158 Einwohner und bei der Volkszählung 1910 962 Einwohner. Davon waren 48 % der Bevölkerung Ungarn, 21 % Serben, 15 % Kroaten und 14 % Deutsche. 1991 waren 77 % der Bevölkerung Kroaten, 13 % Serben, 4 % bezeichneten sich als Jugoslawen und 3 % Ungarn. Im Jahr 2011 hatte die Siedlung 2.181 Einwohner und die Gemeinde insgesamt 3.703 Einwohner.
| Bevölkerungsentwicklung | Bevölkerungsentwicklung | Bevölkerungsentwicklung | Bevölkerungsentwicklung | Bevölkerungsentwicklung | Bevölkerungsentwicklung | Bevölkerungsentwicklung | Bevölkerungsentwicklung | Bevölkerungsentwicklung | Bevölkerungsentwicklung | Bevölkerungsentwicklung | Bevölkerungsentwicklung | Bevölkerungsentwicklung | Bevölkerungsentwicklung | Bevölkerungsentwicklung | Bevölkerungsentwicklung | Bevölkerungsentwicklung |
| ----------------------- | ----------------------- | ----------------------- | ----------------------- | ----------------------- | ----------------------- | ----------------------- | ----------------------- | ----------------------- | ----------------------- | ----------------------- | ----------------------- | ----------------------- | ----------------------- | ----------------------- | ----------------------- | ----------------------- |
| 1857                    | 1869                    | 1880                    | 1890                    | 1900                    | 1910                    | 1921                    | 1931                    | 1948                    | 1953                    | 1961                    | 1971                    | 1981                    | 1991                    | 2001                    | 2011                    | 2021                    |
| 158                     | 344                     | 483                     | 812                     | 862                     | 962                     | 1144                    | 1402                    | 2184                    | 1968                    | 2422                    | 2659                    | 2579                    | 2692                    | 2283                    | 2181                    | 2063                    |

## Sehenswürdigkeiten
- Die römisch-katholische Kirche des heiligen Antonius wurde im Jahr 1836 erbaut. Während des Kroatienkrieges wurde das Gebäude schwer beschädigt und nach dem Krieg erfolgte der Wiederaufbau. Seit 2010 dient es als Kapelle, zum Gedenken an die gefallenen und verschwundenen Soldaten sowie zivilen Opfer während des Heimatkrieges. In der Kapelle befinden sich 40 Bilder von Anwohnern die dem Krieg zum Opfer fielen.[7][8]

- Im Jahr 2006 wurde mit dem Bau einer neuen Kirche für die Gemeinde begonnen. 2014 wurde das Gebäude fertiggestellt und eingeweiht.[9]

## Bildung
- Grundschule „Antunovac“[10]

## Kultur- und Sportvereine
Im kroatischen Vereinsregister „Registar udruga Republike Hrvatske“ sind 28 Vereine mit Sitz in Antunovac registriert (Stand: IX/2023):
- Fußballverein „Vitez 91“
- Kultur- und Kunstverein Antunovac
- Fußballschule Vitez
- Rentnerverein
- Sportverein „Tekić GYM“
- Feuerwehrgemeinde Antunovac
- Falknerei Verein „Sveti Bavon“
- Verein für persönliches Wachstum und Entwicklung Antunovac
- Kulturverein „Korijeni Pustare“
- Verein „Mode aus Osijek“
- Frauenfußballverein
- Freiwillige Feuerwehr Antunovac
- Freizeitverein „Progress“
- Reitclub Antunovac
- Pokerclub „AS“
- Verein der freiwilligen Bürgerwehr „Milan Lajdes - Barba“
- Lokale Aktionsgruppe „Vuka-Dunav“
- Jagdverein „Jarebica“
- Verein für ein gesünderes Leben „Bea“
- Bocciaclub Antunovac
- Jugendverein „Alfa“
- Verband der kroatischen Verteidiger Antunovac-Ivanovac
- Verein für bessere Lebensqualität „Male bitke za velike ljude“
- Katholischer Verein des Heiligen Antonius
- Kultur- und Kunstverein „Klasje Slavonije“
- Sportverein „Sportom prema pobijedi“
- Allgemeine Sportschule
- Volleyballverein der Frauen